# Dunele Deliblat

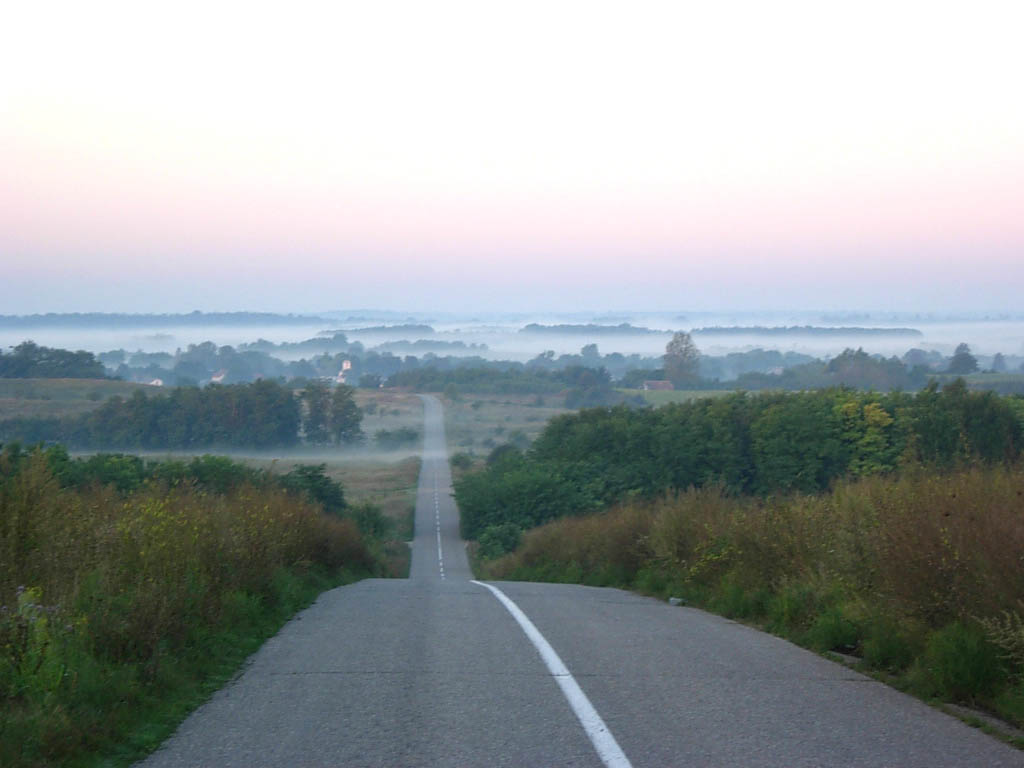
Die Banater Sandwüste

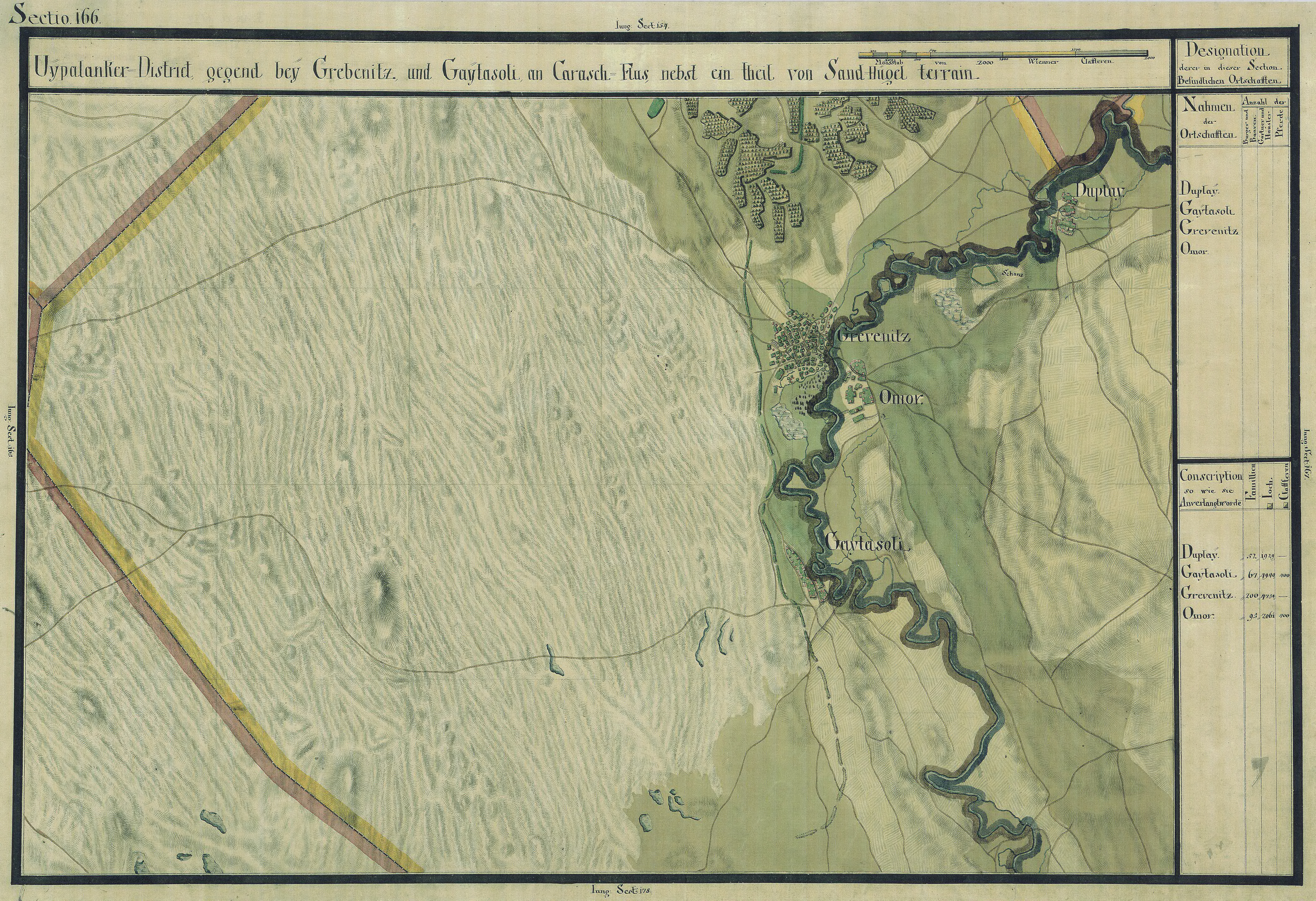
Dunele de nisip de la Deliblat pe Harta Iosefină a Banatului, 1769-1772

Dunele Deliblat (în sârbă Deliblatska peščara) sunt o rezervație naturală strictă, regiune unicat în Europa, situată în estul Voivodinei, Serbia. Ele au forma unei elipse oblice ocupând o suprafațǎ de aproximativ 300 km² și sunt înconjurate de un teren agricol fertil, ce se întinde între Dunǎre și poalele Carpaților.
Acest monument al naturii din Bazinul Panonic constituie refugiu pentru multe tipuri de florǎ și faunǎ deșerticǎ, care în Europa și în întreaga lume sunt raritǎți naturale. Din acest motiv, sârbii au denumit aceste dune și „Evropska Sahara” (Sahara europeană) sau „Banatski Pesak” (Nisipul Banatului). Dunele reprezintǎ un fenomen geomorfologic, biologic și biogeografic unic nu numai al Bazinului Panonic, ci al întregii Europe, fiind de asemenea o importantǎ resursǎ geneticǎ a planetei Terra.
Dunele Deliblat reprezintǎ o insulǎ a stepei și silvo-stepei, ce se caracterizeazǎ printr-o varietate de ierburi, arbuști și habitate ferestiere. Bogăția florei din aceastǎ regiune se reflectă în existența a aproximativ 900 de specii de plante superioare, inclusiv raritǎți și multe relicve, precum și specii, care au rǎspândire redusǎ în Câmpia Panonică. Doar aici, în ceea ce privește întregul teritoriu al Serbiei gǎsim: bujor, bujorul de stepă, pelinul de Pancevo. În acest habitat trǎiesc de asemenea și 20 specii de orhidee. Vegetația forestieră naturală este reprezintată de păduri de tei alb și stejar masiv. 
La începutul secolului al XIX-lea dunele au fost stabilizate cu plantații de salcâm. Astăzi, peste jumătate din suprafața dunelor este cultivată, iar unele zone dispun de un fond cinegetic bogat.
Având în vedere prezența unui număr mare de specii de păsări, inclusiv rare și multe pe cale de dispariție, acest domeniu a fost inclus în cele mai importante habitate protejate de păsări din zona de europeană. Grupul păsărilor de pradă, care sunt cele mai vulnerabile specii de păsări, sunt reprezentate de șoimul de Banat, vulturul imperial și acvila. Existența lor este condiționată de prezența în câmp deschis (pe pășuni) a veverițelor, care constituie baza hranei lor zilnice. Populația regnului animal în regiunea dunelor este reprezentată în acest moment de: lup, cerb, căprioare și mistreți. 
În scopul protejării acestei zone, Dunele Deliblat au fost declarate rezervație a naturii. Începând cu anul 2002, Dunele Deliblat figirează pe lista preliminară UNESCO, ca o zonă cu resurse naturale excepționale. 
Caracteristicile naturale si unicitatea zonei îl fac potrivit pentru agrement, pescuit, turism nautic, în special eco-turism. Mulți turiști vin aici să admire munții de nisip înalți de peste 200 m (cel mai înalt punct este Zagajičko brdo, 249 m, lângă localitatea Šušara), precum și flora de pe nisip, bogată în culori.
Un alt punct de atracție este Fântâna Fecioarelor. În legătură cu aceasta au apărut multe legende. Una dintre ele spune că în trecut, multe fecioare cărau apă de la această fântână pentru lucrătorii obosiți (probabil că de la această legendă a apărut și numele izvorului). Adevărul este însă că izvorul are o vechime de numai un secol, fiind construită pentru irigarea terenurilor. Apa fântânii este potabilă. În jurul acestei fântâni a fost ridicată o bază sportivă.